# 시카고 상품 거래소

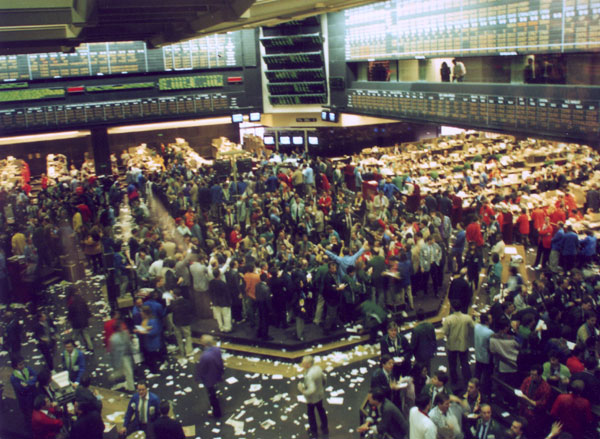
시카고 상품 거래소 상품 거래 현장

시카고 상품 거래소(Chicago Board of Trade: CBOT)는 1848년에 미국의 시카고에 설립된 농부와 상인을 연결시켜주기 위한 기관이다. 설립 당시의 주요 업무는 거래되는 곡물의 수량과 품질을 표준화하는 것이었는데, 이후 선물의 거래가 가능하게 하는 형태의 계약이 개발되었고 투자자들은 농산물 그 자체보다 농산물 인도 계약의 권리를 사고 파는 것에 주목하게 되었다.

## 같이 보기
- 뉴욕상업거래소